# Pont Albert Ier

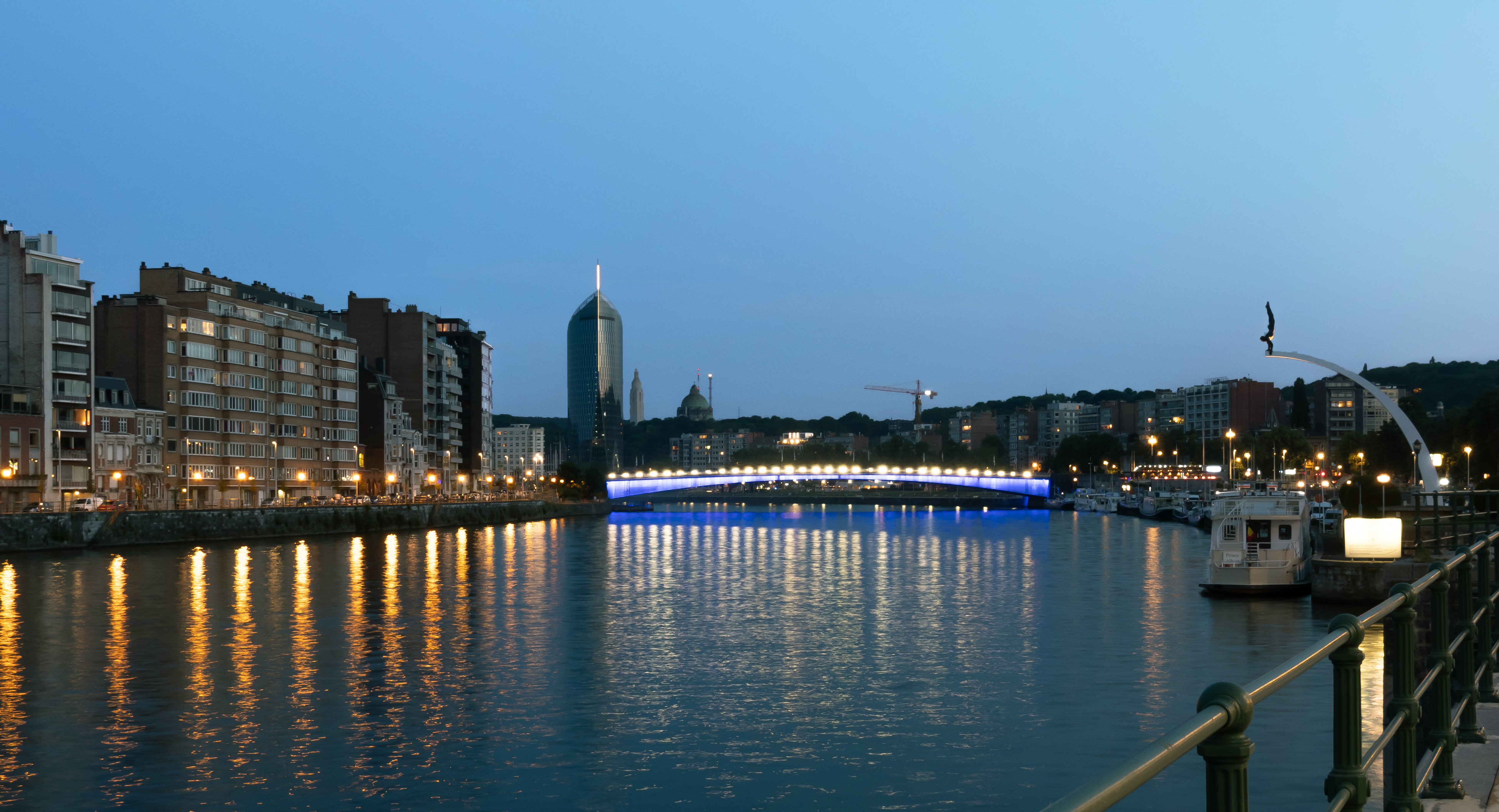
Pont Albert le soir

Le pont Albert Ier (ou pont du Roi Albert) relie les quartiers d'Outremeuse et du Centre à Liège.
Le premier pont est achevé en 1866. Il était alors appelé pont de Commerce (en écho au bassin du Commerce, qui occupait l'actuel site des Terrasses, à l'entrée du pont sur la rive gauche de la Meuse), et un droit de passage de trois centimes était imposé pour quiconque désirait traverser. En 1903, la ville de Liège rachète ce droit de péage, et, dès 1905, dans le cadre de l'Exposition universelle, un nouveau pont est construit pour répondre au trafic grandissant.
En 1940, le pont est saboté pour ralentir l'avance allemande. Il est alors remplacé par une passerelle provisoire. Le nouveau pont, désormais appelé Albert Ier en hommage au roi chevalier, est reconstruit en 1957, sur des plans de l'architecte Georges Dedoyard.

## Héliport
À proximité du pont (en amont, rive gauche), le site accueillit un héliport, notamment exploité par la SABENA entre 1953 et 1963 pour des liaisons avec Bruxelles pour transport de passagers et de courrier avec un hélicoptère Sikorsky. Il a servi de site d'atterrissage pour diverses personnalités lors de leur visite dans la ville.
Toujours agréée mais non sécurisée et dès lors non autorisée pour exploitation, la piste d’atterrissage reste visible, et les bâtiments ont accueilli divers restaurants ou brasseries.

## Port des yachts
Le port de plaisance de la ville se situe en rive gauche en aval du pont. Il est issu d'un ancien canal modifié dans les années 1930. Il accueille par ailleurs un restaurant sur les contreforts du pont, dans l'ancienne capitainerie.

## Œuvres d'art public
Le pont Albert Ier intègre dans son environnement plusieurs œuvres d'art public :
- Pierre Caille, Monument aux Liégeois morts pour la liberté (1964)
- Daniel Dutrieux, L'Arbre et son ombre (1991)
- George Grard, La Terre et L'Eau (1962-1964)
- Charles Leplae, Statue équestre du roi Albert Ier (1964)
- Henri van Albada, bas-relief

|  |  |  |  |

## Voies adjacentes
- Tunnel sous la Dérivation
- Avenue des Croix du Feu
- Boulevard Frère-Orban
- Esplanade de l'Europe
- Rue du Parc
- Rue Renoz
- Quai Marcellis

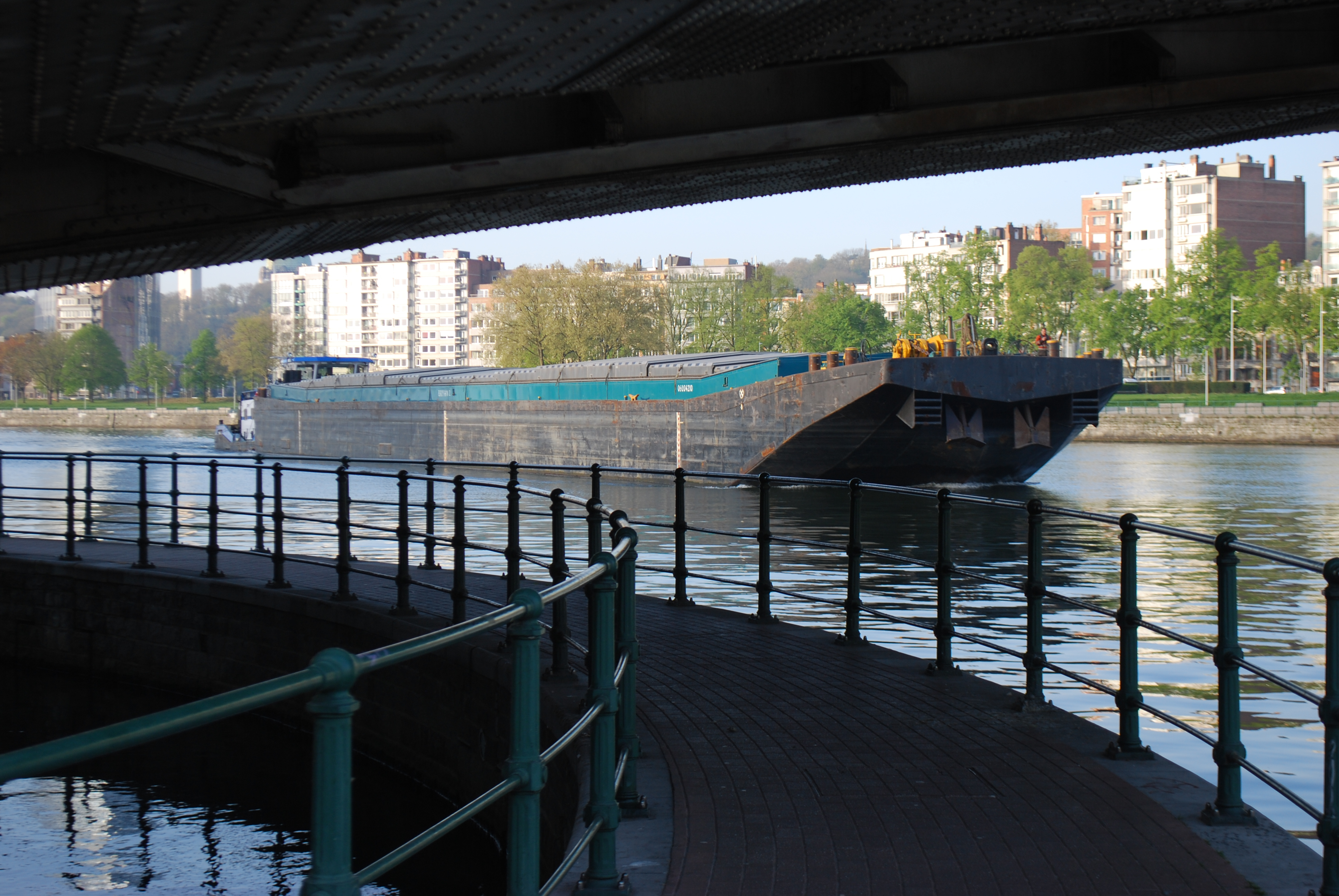
Voie RAVeL passant sous le pont

Une passerelle sous le pont a par ailleurs été construite au niveau de l'eau en rive droite pour permettre le passage de la voie piétonne et cycliste RAVeL W7.